# 1984年夏季奥林匹克运动会自行车比赛
1984年夏季奥林匹克运动会自行车比赛在美国洛杉矶举行。

## 公路
| Event                          | 金牌                                                                                  | 银牌                                                                          | 铜牌                                                                         |
| Men's road race （詳細）       | Alexi Grewal · 美国（USA）                                                            | 史蒂夫·鲍尔 · 加拿大（CAN）                                                   | Dag Otto Lauritzen · 挪威（NOR）                                             |
| Men's team time trial （詳細） | 意大利（ITA） · 马尔切洛·巴尔塔利尼 · 马尔科·焦万内蒂 · 埃罗斯·波利 · 克劳迪奥·万代利 | 瑞士（SUI） · Alfred Achermann · Richard Trinkler · Laurent Vial · Benno Wiss | 美国（USA） · Ron Kiefel · Clarence Knickman · Davis Phinney · Andrew Weaver |
| Women's road race （詳細）     | Connie Carpenter · 美国（USA）                                                        | Rebecca Twigg · 美国（USA）                                                   | 桑德拉·舒马赫 · 西德（FRG）                                                  |

## 场地
| Event                        | 金牌                                                                 | 银牌                                                                                     | 铜牌                                                                        |
| Points race （詳細）         | Roger Ilegems · 比利时（BEL）                                        | 乌韦·梅塞施密特 · 西德（FRG）                                                            | José Youshimatz · 墨西哥（MEX）                                             |
| Pursuit, Individual （詳細） | Steve Hegg · 美国（USA）                                             | 罗尔夫·格尔茨 · 西德（FRG）                                                              | Leonard Nitz · 美国（USA）                                                  |
| Pursuit, Team （詳細）       | （AUS） · 迈克尔·格伦达 · 凯文·尼科尔斯 · Michael Turtur · 迪安·伍兹 | 美国（USA） · David Grylls · Steve Hegg · Patrick McDonough · Leonard Nitz · Brent Emery | 西德（FRG） · 赖因哈德·阿尔贝 · 罗尔夫·格尔茨 · 罗兰·金特 · 米夏埃尔·马克思 |
| Sprint （詳細）              | Mark Gorski · 美国（USA）                                            | Nelson Vails · 美国（USA）                                                               | 坂本勉 · 日本（JPN）                                                        |
| 1 km time trial （詳細）     | Fredy Schmidtke · 西德（FRG）                                        | 柯特·哈尼特 · 加拿大（CAN）                                                              | 法布里斯·科拉 · 法国（FRA）                                                 |

## 参赛国家
| - 安提瓜和巴布达（3） - 阿根廷（8） - （12） - 奥地利（9） - 巴巴多斯（1） - 比利时（8） - 伯利兹（6） - 百慕大（3） - 巴西（7） - 喀麦隆（5） - 加拿大（13） - 开曼群岛（6） - 智利（7） - 中国（7） |  | - 中华台北（2） - 哥伦比亚（7） - 塞浦路斯（1） - 丹麦（13） - 斐济（1） - 芬兰（5） - 法国（17） - 英国（16） - 希腊（2） - 危地马拉（1） - 圭亚那（3） - 香港（4） - 爱尔兰（5） |  | - 意大利（21） - 牙买加（5） - 日本（9） - 黎巴嫩（1） - 马来西亚（1） - 马拉维（4） - 墨西哥（8） - 摩洛哥（4） - 荷兰（16） - 新西兰（7） - 挪威（10） - 秘鲁（1） - 菲律宾（4） - 波多黎各（1） |  | - 圣马力诺（1） - 沙特阿拉伯（6） - 韩国（10） - 西班牙（4） - 瑞典（11） - 瑞士（12） - 特立尼达和多巴哥（1） - 乌干达（2） - 乌拉圭（1） - 美国（20） - 委内瑞拉（2） - 西德（20） - 南斯拉夫（6） |

## 奖牌榜
| 排名 | 国家／地区 | 金牌 | 银牌 | 铜牌 | 總數 |
| ---- | ---------- | ---- | ---- | ---- | ---- |
| 1    | 美国       | 4    | 3    | 2    | 9    |
| 2    | 西德       | 1    | 2    | 2    | 5    |
| 3    |            | 1    | 0    | 0    | 1    |
| 3    | 比利时     | 1    | 0    | 0    | 1    |
| 3    | 意大利     | 1    | 0    | 0    | 1    |
| 6    | 加拿大     | 0    | 2    | 0    | 2    |
| 7    | 瑞士       | 0    | 1    | 0    | 1    |
| 8    | 法国       | 0    | 0    | 1    | 1    |
| 8    | 日本       | 0    | 0    | 1    | 1    |
| 8    | 墨西哥     | 0    | 0    | 1    | 1    |
| 8    | 挪威       | 0    | 0    | 1    | 1    |